# Bataille de Jvanets
Soulèvement de Khmelnytsky
Batailles
- Jovti Vody
- Korsoun
- Starokostiantyniv
- Pyliavtsi
- Mazyr
- Loïew
- Zakhal (en)
- Zbaraj (en)
- Zboriv (en)
- Krasne (en)
- Kopytchyntsi (en)
- Berestetchko
- Loïew (en)
- Bila Tserkva (en)
- Batih (en)
- Jvanets

La bataille de Jvanets, ou le siège de Jvanets (en polonais : Bitwa pod Żwańcem) est l'une des batailles du soulèvement de Khmelnytsky. Elle se déroule entre la fin août et la mi-décembre 1653, lorsque les forces de la république des Deux Nations, avec le roi Jean II Casimir Vasa, sont encerclées à Jvanets par les cosaques zaporogues et les Tatars de Crimée, commandé Bohdan Khmelnytsky. Le siège prend fin lorsque les Polonais acceptent de renouveler le traité de Zboriv.

## Contexte
Malgré la mauvaise qualité des soldats polonais et de leurs officiers, la crème de l'armée polonaise ayant été assassinée lors du massacre de Batih (juin 1652), l'offensive du printemps 1653 progresse avec succès. La situation change lorsque les Cosaques de Khmelnytsky unissent leurs forces avec les Tatars commandés personnellement par Islam III Giray. Lorsque la nouvelle en parvint au roi Jean Casimir Vasa, il décide d'abandonner ses positions à Bar, en Ukraine, et de se diriger vers Jvanets, pour attendre des renforts moldaves et transsylvaniens.
Les forces polonaises campent au confluent du Jvantchyk et du Dniestr, construisant un pont flottant sur le Dniestr, pour rester en contact avec la Bucovine. Les renforts sont insuffisants : Georges II Rákóczi envoie 2000 soldats, tandis que Gheorghe Stefan, seulement 1000.

## Le siège
Bohdan Khmelnytsky décide de ne pas attaquer frontalement le camp polonais. Au lieu de cela, il choisit un siège de longue durée, qui commence fin août 1653 et se prolonge tout l'automne jusqu'en décembre. Au fil du temps et de la détérioration des conditions météorologiques, les défenseurs polonais commencent à mourir de faim et un certain nombre de soldats abandonnent leurs positions à la recherche de nourriture. La situation est observée avec anxiété par le khan Islam III Giray, qui ne souhaite pas la destruction complète des forces polonaises, car cela renforcerait éventuellement les Cosaques, qui, malgré l'alliance temporaire, étaient ses ennemis traditionnels. De plus, à la fin de l'automne, des nouvelles de Moscou arrivent : les Russes veulent protéger l'Ukraine et faire la guerre à la Pologne.
Dans ces circonstances, le 16 décembre 1653, les Polonais et les Tatars conviennent d'une trêve. Khmelnytsky doit mettre fin au siège : sa seule réussite est que les Polonais acceptent de renouveler le traité de Zboriv. L'armée polonaise quitte finalement le camp, tandis que les cosaques se dirigent vers Pereiaslav, où le traité de Pereïaslav est signé en 1654.